# 王美涵
王美涵（1930年6月—），男，江苏苏州人，中国经济学家、财政学家，曾任浙江财经学院副院长、教授，中国财政学会理事。